# 그제고시 나피에랄스키

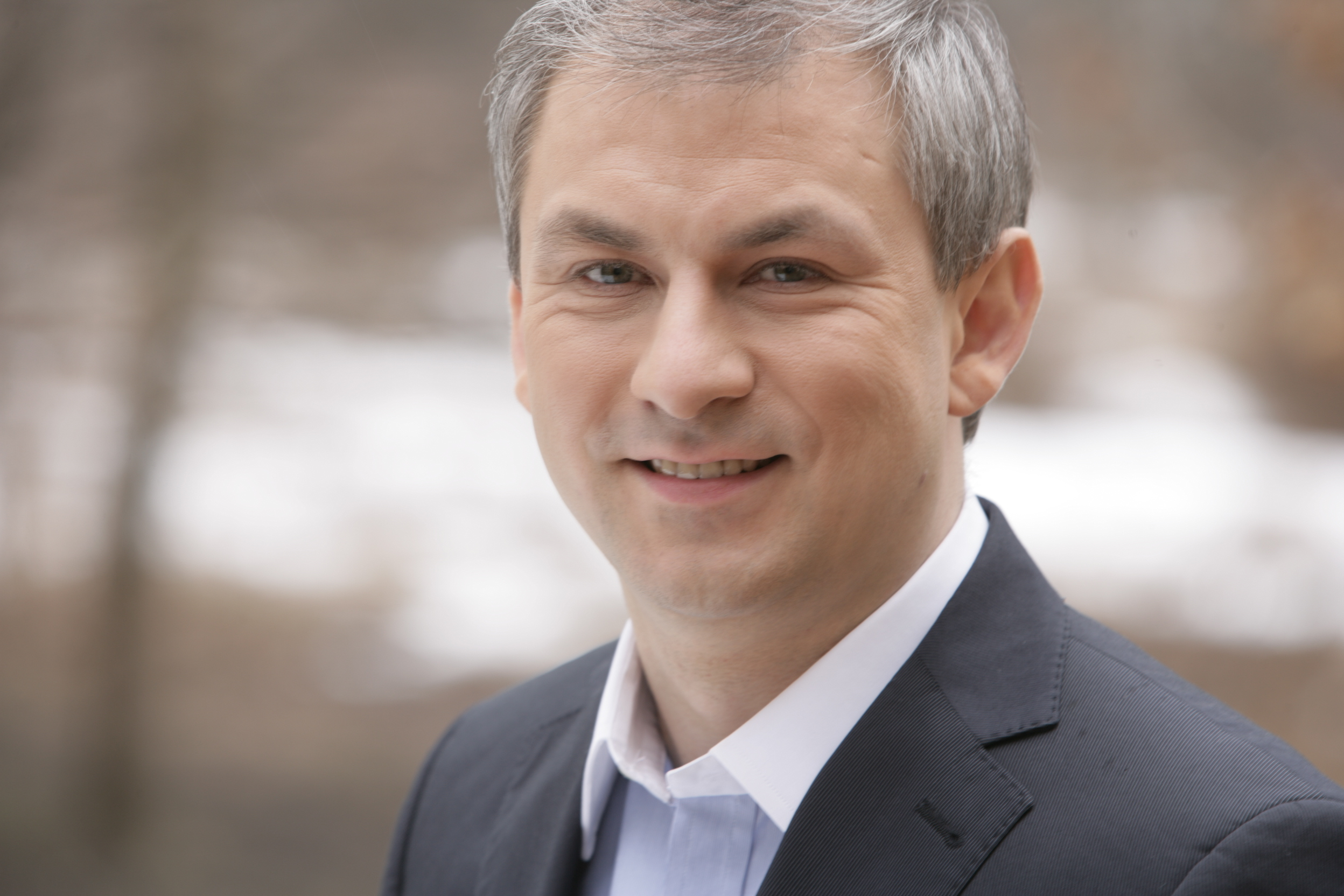
그제고시 나피에랄스키

그제고시 베르나르트 나피에랄스키(폴란드어: Grzegorz Bernard Napieralski, 1974년 3월 18일 ~ )는 폴란드의 정치인으로, 전 국회의원 및 민주좌파연합(SLD)의 대표(2008-2011)였다.

## 생애
1974년 슈체친에서 태어났다. 고향에서 역학학교를 졸업했으며, 2000년 슈체친 대학교에서 정치학과를 졸업했다. 1995년부터 1999년까지 사회민주당 슈체친 당서기였으며, 1999년 사민당이 민주좌파연합으로 개편되자 여기에 합류했다. 2002년 서포모제주지사의 보좌관으로 발탁되었으며, 2004년 유럽 의회 의원으로 당선되어 사퇴한 보구스와프 리베라츠키의 국회의원직을 승계했다. 나피에랄스키는 2005년, 2007년, 2011년 연속으로 당선되었다.
2004년 민주좌파연합의 부대표가 되었으며, 이듬해 사무총장이 되었다. 2008년 5월 31일 전당대회에서 보이치에흐 올레이니차크를 꺾고 민주좌파연합의 새 당대표로 선출되었으며, 2009년부터 2011년까지 원내교섭단체인 좌파모임의 대표를 역임했다.
2010년 4월 22일 그는 폴란드 공군 Tu-154 추락 사고로 사망한 예지 슈마이진스키를 대신해 민주좌파연합의 차기 대선 후보로 선출되었다. 본선에서 13.68%를 얻어 3위를 기록했으며, 이에 따라 결선에 진출하는 데 실패했다.
2011년 12월 10일 총선 패배의 책임을 지고 민주좌파연합 대표직을 사퇴했으며, 후임으로 전 총리 겸 당대표인 레셰크 밀레르가 선출되었다.
2015년 1월 9일 민주좌파연합 지도부는 그의 당원권을 박탈했고, 이를 불법이라 규탄하며 법정 소송을 제기했다. 그러나 3월 30일 3년 간 당내 권리 행사 금지령이 선포되었으며, 이는 6월 22일 재심사에서도 마찬가지였다. 5일 뒤 민주좌파연합을 전격 탈당했으며, 29일 백적당에 입당했다.

## 정치 성향
폴란드군이 아프가니스탄에서 철수할 것을 지지하며, 조세제도에서 더 진보적인 입장을 취하고 있다. 낙태법의 자유화를 추구하며, 체외 수정 및 피임에 대해 정부가 지불할 것을 주장하고 있다. 동성 결혼의 합법화를 추구하는 반면 동성 부부의 입양권에는 반대한다. 정교 분리를 지지하며, 로마 가톨릭교회가 폴란드 내에서 지나치게 강력한 영향력을 행사하는 것에 비판적인 견해를 드러내고 있다.

## 사생활
마우고자타 나피에랄스카(혼전 성씨: 유라스)와의 슬하에 두 딸(알리차, 알렉산드라)을 두고 있다.

## 역대 선거 결과
| 선거명      | 직책명                       | 대수 | 정당                    | 득표율 | 득표수      | 결과         | 당락                 |
| ----------- | ---------------------------- | ---- | ----------------------- | ------ | ----------- | ------------ | -------------------- |
| 2001년 선거 | 하원의원 (슈체친 제41선거구) | 4대  | 민주좌파연합 - 노동연합 | 1.31%  | 4,432표     | 비례대표 8번 | [ 3 ]                |
| 2005년 선거 | 하원의원 (슈체친 제41선거구) | 5대  | 민주좌파연합            | 4.76%  | 14,673표    | 비례대표 2번 | 슈체친 하원의원 당선 |
| 2007년 선거 | 하원의원 (슈체친 제41선거구) | 6대  | 민주좌파                | 6.74%  | 29,585표    | 비례대표 1번 | 슈체친 하원의원 당선 |
| 2010년 선거 | 폴란드의 대통령              | 5대  | 민주좌파연합            | 13.68% | 2,299,870표 | 3위          | 낙선                 |
| 2011년 선거 | 하원의원 (슈체친 제41선거구) | 7대  | 민주좌파연합            | 6.28%  | 23,940표    | 비례대표 1번 | 슈체친 하원의원 당선 |
| 2015년 선거 | 상원의원 (슈체친 제98부)     | 9대  | 시민 연단               | 30.32% | 56,112표    | 1위          | 슈체친 상원의원 당선 |
| 2019년 선거 | 하원의원 (슈체친 제41선거구) | 9대  | 시민연합                | 2.50%  | 11,766표    | 비례대표 4번 | 슈체친 하원의원 당선 |
| 2023년 선거 | 하원의원 (슈체친 제41선거구) | 10대 | 시민연합                | 1.31%  | 7,239표     | 비례대표 5번 | 슈체친 하원의원 당선 |